# ×Stiporyzopsis caduca
Stiporyzopsis caduca là một loài thực vật có hoa trong họ Hòa thảo. Loài này được (Beal) B.L.Johnson & Rogler miêu tả khoa học đầu tiên năm 1943.